# Arroyo Yabebiry
El arroyo Yabebyry (pronúnciese Yabebirí, que en guaraní significa «Río de las rayas» Javevyi=raya, ry=agua de) es un curso de agua de la Provincia de Misiones, Argentina que desagua en el río Paraná.
Nace en la Sierra de Misiones  y se extiende en medio de los departamentos Oberá, San Ignacio y Candelaria, que actúa como divisoria de los mismos.
Los municipios cercanos al arroyo son las localidades de Loreto (Departamento Candelaria) y San Ignacio y Mártires (Departamento San Ignacio).
Junto a sus afluentes totaliza 130,1 kilómetros de cursos de agua antes de desembocar en el río Paraná. La cuenca abarca una superficie total de 1.889,30 km².

## Hidrografía
El arroyo Yabebiry (se origina en la cercanía de la ciudad de Oberá) y los subafluentes de su margen derecha: los arroyos Grande, Soberbio y Chapá; entre los subafluentes de la margen izquierda se encuentra el arroyo Salto que a 10 km de la ciudad de Oberá, forma una atractiva caída de agua en un campo que es propiedad del señor Berrondo, de allí el nombre de Salto Berrondo que cuenta con servicios e infraestructura turística para el visitante.

## Turismo

### En el Departamento Oberá
- Berrondo – Salto Berrondo. Se sitúa a 9 km de Oberá. Mide 12,15 metros de alto y 7 metros de ancho. Se forma en el arroyo Salto, afluente del arroyo Grande, cuenca del arroyo Yabebiry.

### En el Departamento San Ignacio
Las ruinas de la reducción jesuítica consisten su principal atractivo. Las ruinas potencial el resto de los atractivos turísticos, entre los que encontramos variadas zonas de campamento y emprendimientos agroturísticos. Las costas sobre el río Paraná y el arroyo Yabebiry son utilizadas como balneario y para pesca.
El encanto natural de la zona se destaca en el Parque Provincial Peñón del Teyucuaré, donde se destaca un peñón sobre el río Paraná con exuberante vegetación. Otra atracción consiste el museo en que fue convertida la casa del escritor uruguayo Horacio Quiroga, donde se inspiraron muchos de sus aclamados cuentos. 
Asimismo, cabe destacar importantes balnearios como la Playita del Sol en Puerto Nuevo, el Club de Río en Paraje Payal y la Boca del Yabebiry dentro del Parque Provincial Teyú Cuaré (desde donde se puede acceder a la isla del Toro en el río Paraná).